# أمين البزري
المُهندس أمين محمد البزري (1925 في بيروت، لبنان - 10 فبراير 2010) مُهندس مدني ومعماري وسياسي لُبناني، شغل منصب رئيس اتحاد المهندسين العرب عام 1965، ونقيب المهندسين في لبنان عام 1962، كما عُيّن وزيرًا للأشغال العامة والنقل بين عامي (1976 - 1979)، وهو من مؤسسي جمعية أبساد التي تُعنى بالحفاظ على الإرث المعماري والثقافي في لبنان، كذلك تولى منصب أمين عام المؤسسة الوطنية للتراث بين عامي 2000-2003.
حصل على شهادة الهندسة المدنية من كلية الهندسة جامعة القديس يوسف 1947، وشهادة الهندسة المعمارية من المدرسة الخاصة للهندسة المعمارية [الإنجليزية] في باريس 1952، وشهادة هندسة تنظيم المدن من نفس المدرسة عام 1953.